# Swingers
Swingers – film amerykański z gatunku komediodramat, pierwszy raz wyświetlony w 1996 roku.

## Fabuła
Bohater filmu, a jednocześnie odtwórca głównej roli i scenarzysta opowiada historię, która wydarzyła się naprawdę.

## Obsada
- Jon Favreau - Mike Peters, zmagający się komik z Nowego Jorku, niedawno zerwał ze swoją długoletnią dziewczyną
- Vince Vaughn - Trent Walker, aspirujący aktor, najbliższy przyjaciel Mike’a i pewny siebie swinger
- Ron Livingston - Rob, przyjaciel Mike’a z Nowego Jorku, niedawno przyjechał do Los Angeles
- Patrick Van Horn - Sue, poirytowany swinger, którego imię pochodzi od piosenki Johnny’ego Casha „A Boy Named Sue”
- Alex Désert - Charles, swinger, znajomy grupy i kolejny zmagający się aktor
- Heather Graham - Lorraine, kobieta, którą Mike spotyka w barze
- Brooke Langton - Nikki, kolejna kobieta, którą Mike spotyka w innym barze
- Deena Martin - Christy
- Katherine Kendall - Lisa
- Blake Lindsley - dziewczyna z cygarem
- Stephanie Ittleson - kelnerka w Vegas
- Rio Hackford - Skully
- Maddie Corman - dziewczyna Peek-a-Boo
- Big Bad Voodoo Daddy - zespół Derby
- Ahmed Ahmed - imprezowy tajemniczy facet
- Stephen Gaghan - obserwator przy wejściu na imprezę modelek
- Roger Kumble - imprezowicz (niewymieniony w czołówce)
- John Livingston - imprezowicz (niewymieniony w czołówce)
- Mike White - imprezowicz (niewymieniony w czołówce)